# Josip Bogner
Josip Bogner (Vinkovci, 6. veljače 1906. – Zagreb, 16. ožujka 1936.), književni kritičar
Studirao je jugoslavistiku u Zagrebu. Objavljivao je eseje, kritike i rasprave o hrvatskim, srpskim, francuskim, njemačkim i ruskim piscima. Imao je teorijski utemeljen kritičarski diskurs, a poslijeratni teoretičari zagrebačkog kruga smatrali su ga svojim pretečom. 